# Aleksandros Nikolaidis
Aleksandros Nikolaidis (ur. 17 października 1979 w Salonikach, zm. 14 października 2022) – grecki zawodnik taekwondo, srebrny medalista letnich igrzysk olimpijskich w Atenach i  letnich igrzysk olimpijskich w Pekinie w kategorii powyżej 80 kg. Złoty medalista mistrzostw Europy w Rzymie w 2008 roku.